# Claudia (cràter)
Claudia és un cràter amb coordenades planetocèntriques de -1.59 ° de latitud nord i 146.06 ° de longitud est, sobre la superfície de l'asteroide del cinturó principal (4) Vesta. Fa 0.57 km de diàmetre. El nom fa referència a una verge vestal romana anomenada Claudia, i va ser adoptat com a oficial per la UAI el 30 de setembre de 2011.
Aquest cràter s'utilitza per definir el primer meridià de (4) Vesta.